# Tonnengewölbe

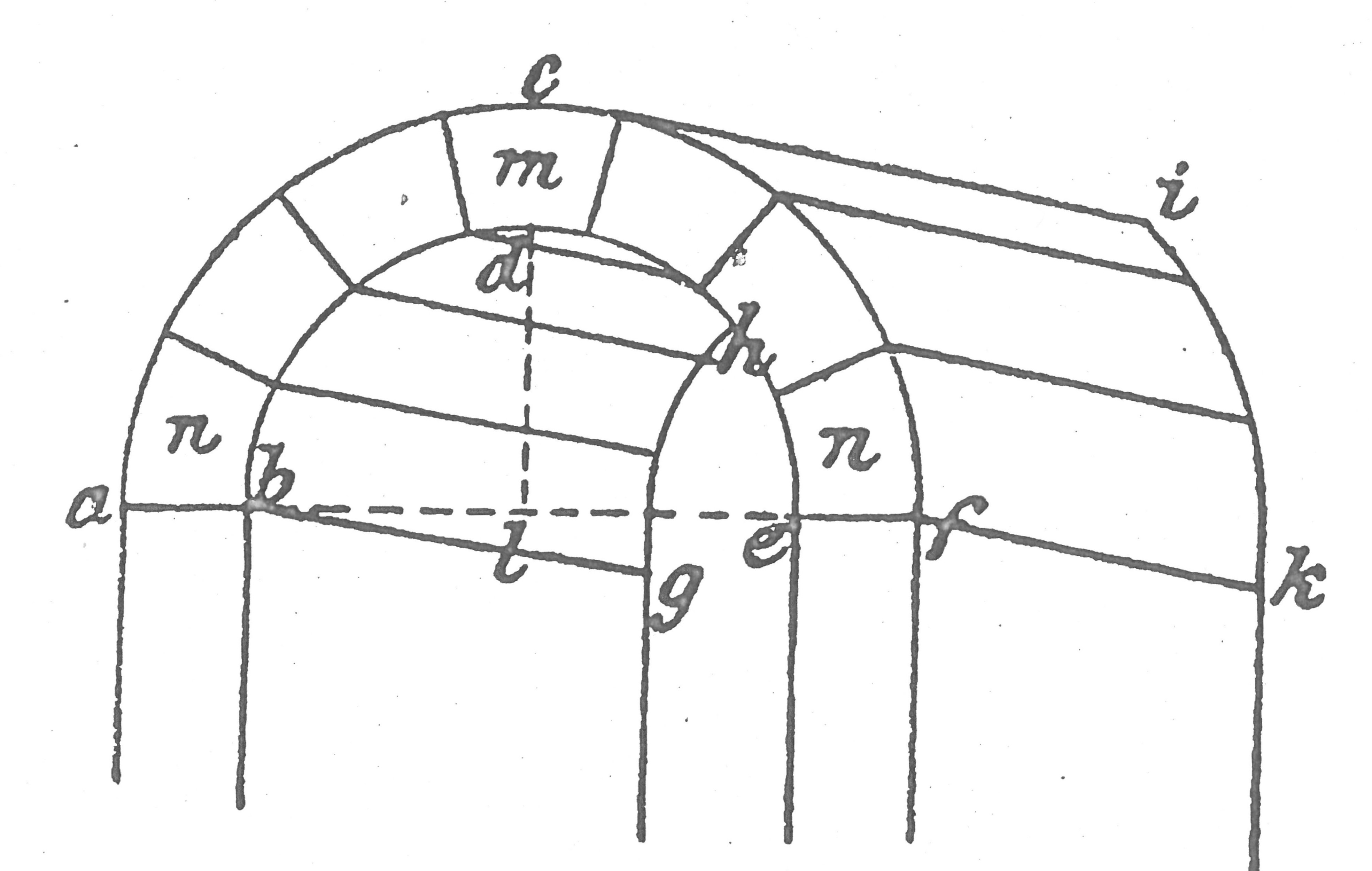
Tonnengewölbe, Fachbegriffe: Ansichtsfläche a-b-c-d-e-f: Stirn oder Haupt. Innere Fläche b-d-h-g-l: innere Laibung. Äußere Fläche c-i-f-k: äußere Laibung. Entfernung b-e: Spannweite. l-d: Pfeil- oder Stichhöhe. d: Scheitel. n: Anfänger- oder Kämpfersteine. m: Schlussstein.

Als Tonnengewölbe bezeichnet man ein Gewölbe mit zwei gleich langen parallelen Widerlagern.

## Konstruktion und Bezeichnungen

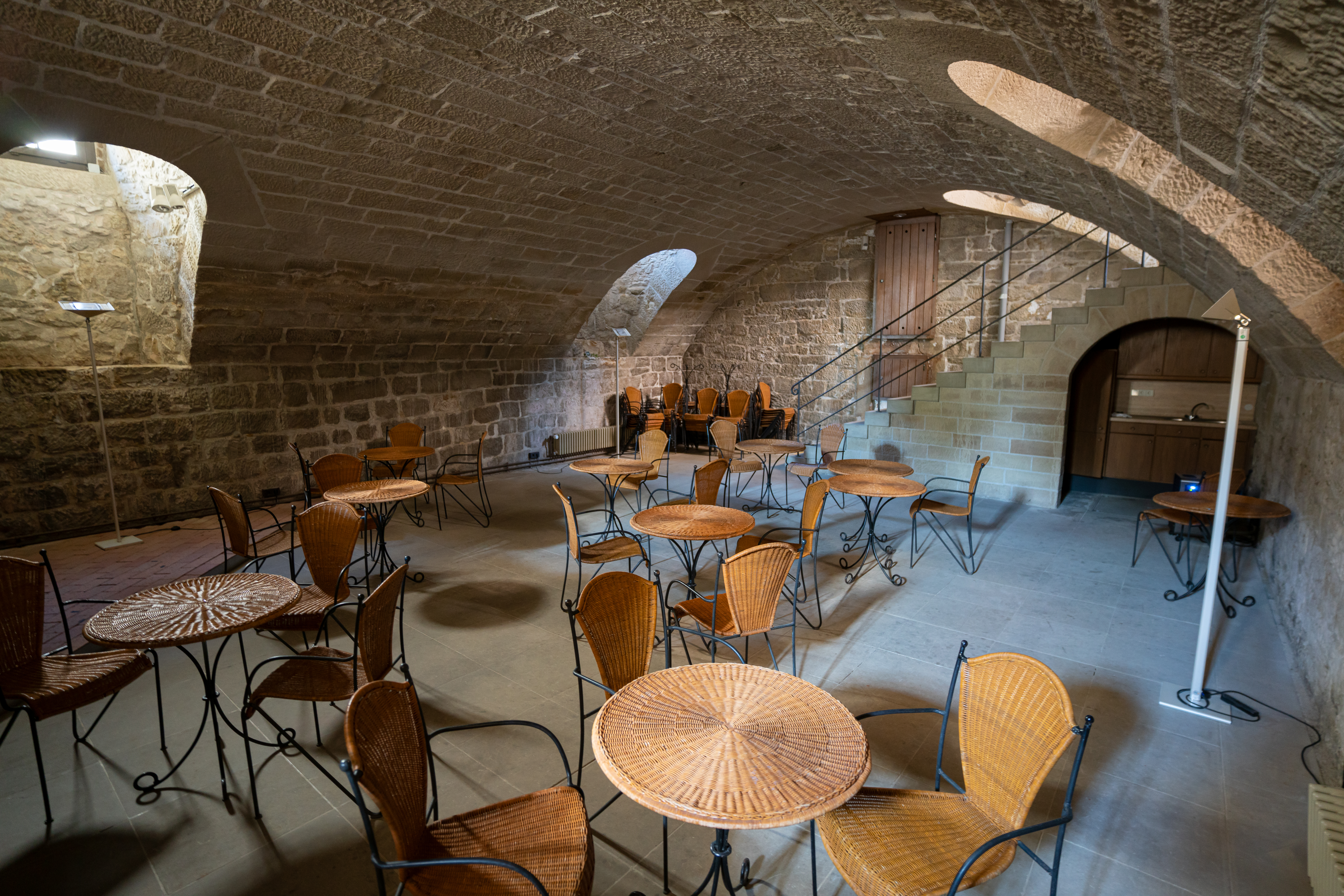
Ein Gewölbekeller in Stetten im Remstal, Museum unter der Yburg

Das Tonnengewölbe ist die geometrisch einfachste Gewölbeform und ist auch baukonstruktiv aus dem Bogen entwickelt worden. Ihre Gewölbeform ist längs einer Achse mit gleichbleibendem Querschnitt. Das ideale Tonnengewölbe hat einen Querschnitt mit Halbkreisbogen auf einem rechteckigen Grundriss (Rundtonne), doch werden unter der Bezeichnung Tonnengewölbe auch entsprechend lineare Spitzbogengewölbe (Spitztonne), Korbbogengewölbe (Korbtonne) und Segmentbogengewölbe (Segmenttonne) subsumiert.
Wenn sich Tonnengewölbe gleicher Spannweite und Stichhöhe rechtwinklig durchdringen, ist dies ein Kreuzgewölbe. Trifft eine niedrigere Tonne auf eine höhere, wird eine Stichkappe gebildet.
Ein Tonnengewölbe ist „gerade“, wenn es einen rechteckigen Grundriss hat, „schief“, wenn der Grundriss parallelogramm- oder paralleltrapezförmig ist.
Gewölbe sind in der Regel massiv aus Steinen oder Gussmaterial errichtet; für ihre Erstellung werden Lehrgerüste benötigt. 

## Altertum

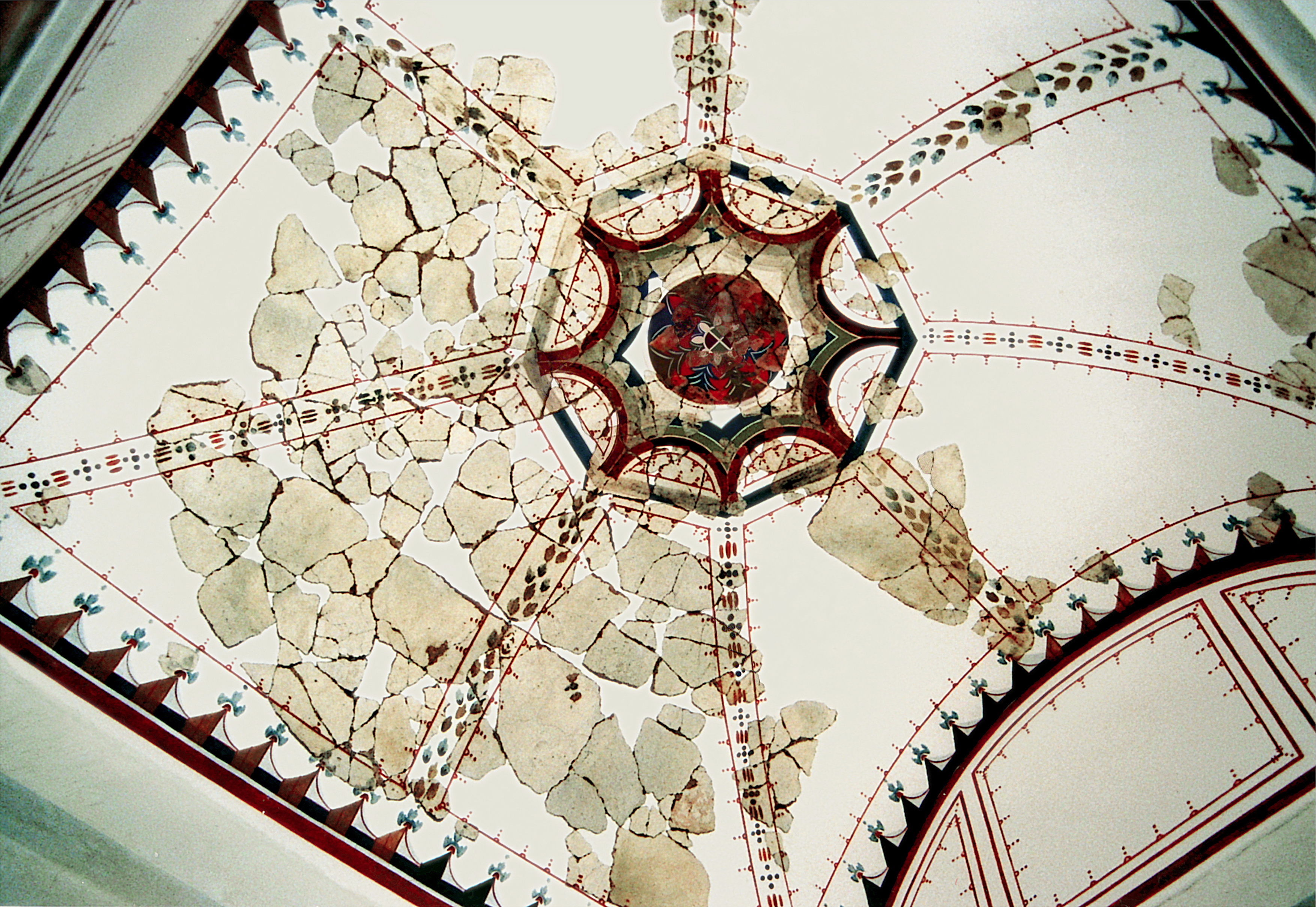
Rekonstruiertes, bemaltes Tonnengewölbe in der Römervilla von Bad Neuenahr-Ahrweiler

In der Antike war die Kunst, Räume nicht mit einer flachen Decke, sondern mit einem Gewölbe abzuschließen, weit entwickelt. Dabei sind unter den ältesten solche mit der besten Statik. Die Lagerräume des im 13. vorchristlichen Jahrhundert errichteten Ramesseum im ägyptischen Luxor haben als Querschnitt den Kettenbogen, also eine auf den Kopf gestellte Kettenlinie. Dieses Profil verteilt die Druckkräfte gleichmäßig auf alle Teile des Gewölbes und ist auch ohne Widerlager stabil.
Im antiken Rom wurden Tonnengewölbe mit halbkreisförmigem Querschnitt ein Standardelement vieler Zweckbauten, ebenso das aus zwei einander kreuzenden Tonnengewölben gebildete Kreuzgratgewölbe. Jeder Bogen der zahlreichen Aquädukte war ein Tonnengewölbe. Auch Thermen erhielten vorzugsweise Gewölbedecken. Unter denen war die gewölbte Maxentiusbasilika eine Ausnahme. Religiöse Kultbauten, wie die antiken Tempel und die frühchristlichen Kirchen, waren in der Regel nicht überwölbt. Ausnahmen waren Kuppelbauten, wie das Pantheon. Mit dem Übergang von der antiken zur byzantinischen Baukunst wurden Gewölbe und Kuppeln in Kirchen häufiger, als Beispiel sei die Hagia Sophia in Konstantinopel genannt.

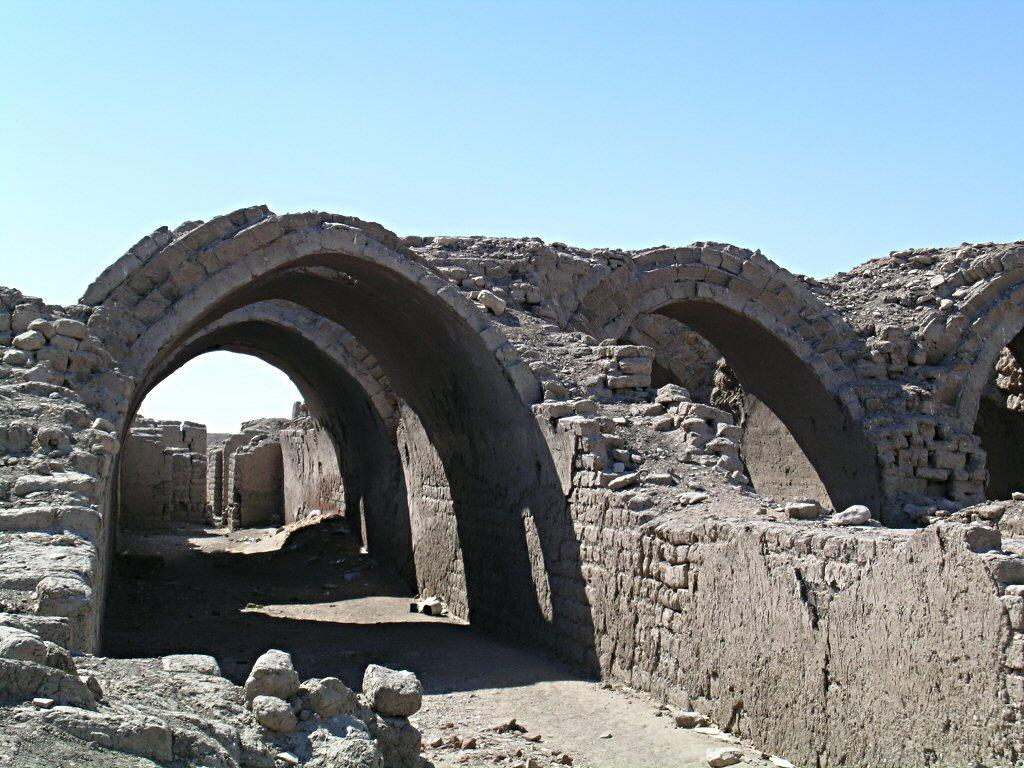
Tonnengewölbe mit Kettenbogen-Querschnitt, Lagerräume des Ramesseums, 13. Jh. vor Chr.
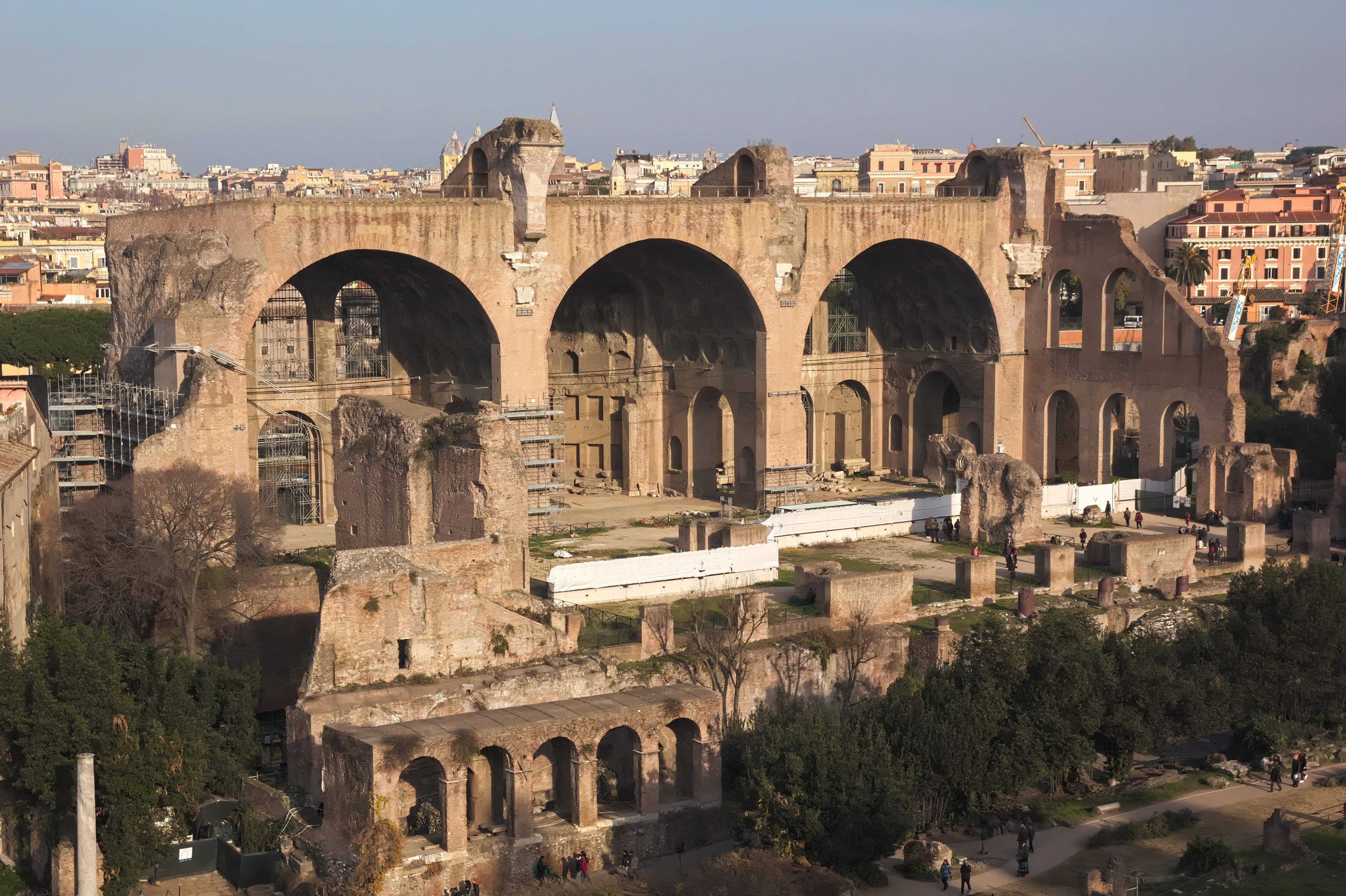
Quertonnen des nördlichen Seitenschiffs der Maxentiusbasilika, Rom, 307–313 n. Chr.; das Hauptschiff hatte ein Kreuzgratgewölbe
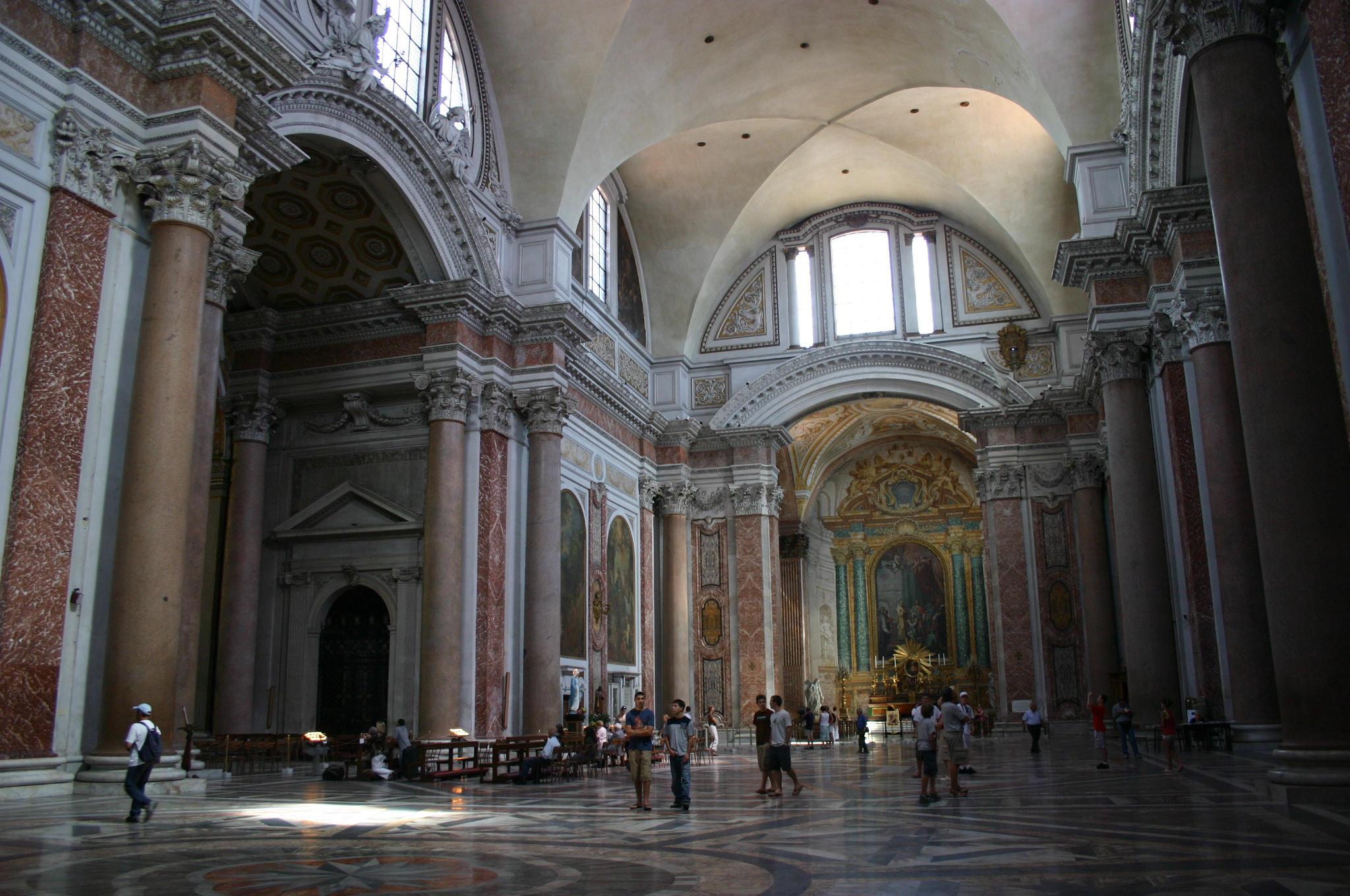
Kreuzgratgewölbe der Diokletiansthermen (298–306 n. Chr.) in der römischen Kirche Santa Maria degli Angeli e dei Martiri
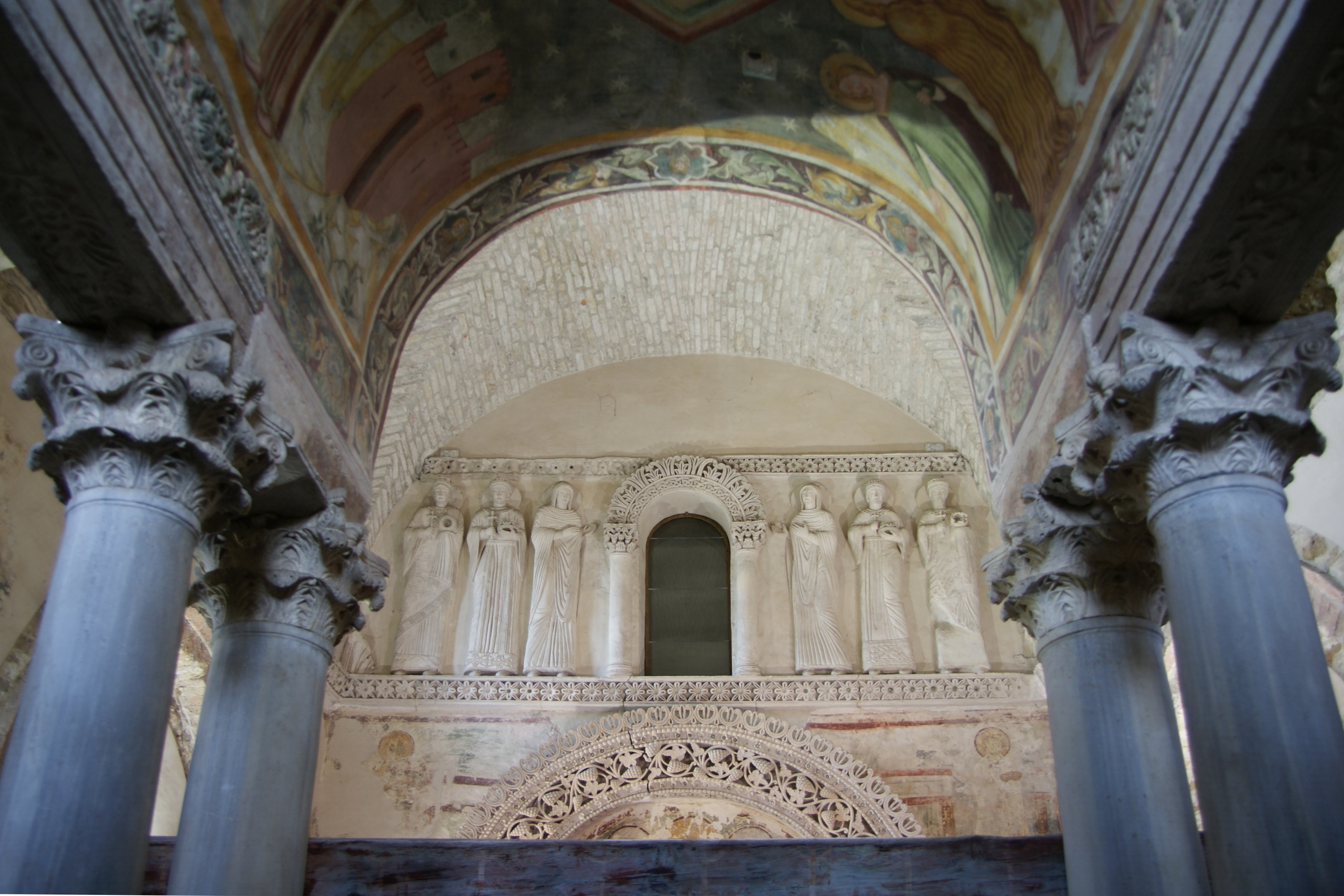
Tonnengewölbe (vorn und ganz hinten) und Kreuzgratgewölbe im Tempietto Langobardo in Cividale del Friuli, um 750

## Mittelalter
Mit der Eroberung Roms durch die Germanen gingen ab dem 5. Jahrhundert im westlichen Europa der Stein- und Ziegelbau stark zurück, die Technik des römischen Betongusses ganz verloren. Aber es entstanden weiterhin einzelne Gewölbebauten: So wurde im 5. Jahrhundert in Poitiers ein Privathaus zur Taufkapelle St. Johannis umgebaut und erhielt dabei eine Apsis mit einer Mischung aus Tonnengewölbe und Halbkuppel. Der um 610 errichtete Tempietto Longobardo in Cividale del Friuli hat sowohl Tonnen- als auch Kreuzgratgewölbe. Gegen Ende des 7. Jahrhunderts entstanden die Krypten (Bilder) der Abtei Jouarre.
Ein Beispiel einer Tonnenwölbung des frühen Mittelalters ist die Königshalle von Santa María del Naranco in Asturien (Nordspanien) aus dem 9. Jahrhundert. Der frühmittelalterliche Gewölbebau hatte zumeist geringe Spannweiten und konzentrierte sich auf Apsiden und Krypten. Großräume wurden meist nicht gewölbt. Dies änderte sich erst um die Jahrtausendwende. Zunächst wölbte man nur die schmaleren und niedrigeren Seitenschiffe, während die breiten hohen Mittelschiffe flachgedeckt blieben. Die zweite Kirche der berühmten und einflussreichen Abtei Cluny (um 954–981) im französischen Burgund war möglicherweise im Mittelschiff durch eine Tonne gewölbt. Damit wäre sie eine der ersten – wenn nicht die erste – Kirche dieser Art. Der damals unbekannte Raumeindruck muss gewaltig gewesen sein, die neue Technik wurde aufgegriffen und nachgeahmt. Etwa 50 Jahre später folgte in den Pyrenäen die Klosterkirche von Saint-Martin du Canigou und in der Schweiz die Kirche von Kloster Romainmôtier.
Diese ersten Kirchen waren noch sehr schmal, ob aus Gründen der Statik, der geringen Wirtschaftskraft oder des geringen Bedarfs, sei dahingestellt. Nicht wenige dieser Versuche misslangen, und etliche Gewölbe stürzten ein – so in Tournus im Burgund bei der Abteikirche Saint-Philibert. Hier balancierte man beim Wiederaufbau große Teile des seitlichen Schubes dadurch aus, dass man die eingestürzte Längstonne durch eine Folge kurzer Tonnen ersetzte, deren Achse quer zur Kirchenachse lag.
Aus statischen oder auch ästhetischen Überlegungen ging man Mitte des 9. Jahrhunderts dazu über, die Gewölbe in gewissen Abständen durch untergemauerte oder auch vor der eigentlichen Gewölbeschale errichtete Steinbögen, die sogenannten ‚Gurtbögen‘, zu gliedern, wie bei der um das Jahr 850 geschaffenen damaligen Königshalle und heutigen Kirche Santa María del Naranco in Asturien. Spätere Beispiele sind die – möglicherweise von der cluniazensischen Architektur beeinflussten – katalanischen Kirchen Sant Vicenç in Cardona und Sant Cugat del Racó aus der ersten Hälfte des 11. Jahrhunderts. Gewaltige Tonnengewölbe haben auch die sogenannten Pilgerkirchen am Jakobsweg nach Santiago de Compostela, namentlich die Bauten St-Étienne in Nevers, St-Sernin in Toulouse, Ste-Foy in Conques, Notre-Dame-du-Port in Clermont-Ferrand und die Kathedrale von Santiago de Compostela selbst.

### Spitztonne
Später erkannte man (wieder), dass sich die seitlichen Schubkräfte vermindern ließen, wenn man den gering geneigten Scheitelbereich möglichst so kurz wie möglich hielt. So baute man anstelle der bisherigen halbkreisförmigen Gewölbetonnen (‚Rundtonnen‘) spitzbogige Gewölbe (‚Spitztonnen‘), eine Annäherung an die schon von den alten Ägyptern entwickelte Optimalform. Erstmals wurde dies in den Jahren 1088–1095 in der dritten Kirche von Cluny realisiert. Die Spitztonne wurde zum typischen Merkmal der burgundischen Romanik, beispielsweise in der Prioratskirche Sacré-Cœur in Paray-le-Monial, der Kirche des Zisterzienserklosters Fontenay und der Kathedrale von Autun.

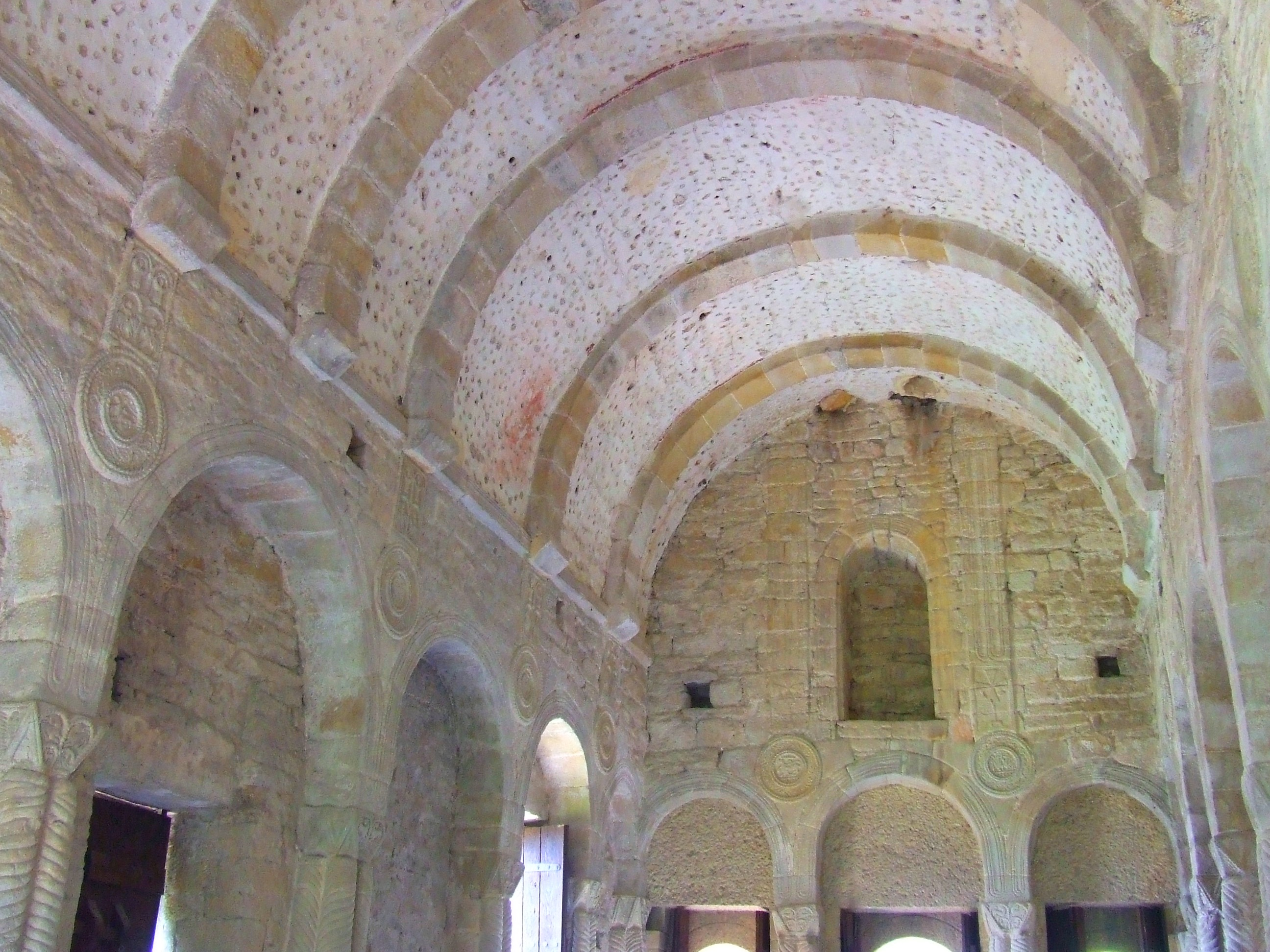
Rundtonne mit Gurten in Santa María del Naranco bei Oviedo, 1. Hälfte 9. Jh. n. Chr.
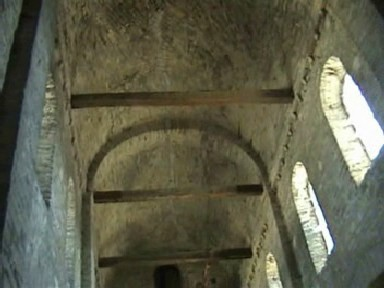
Rundtonne in der Vorhalle von Saint-Philibert in Tournus, frühes 11. Jh.
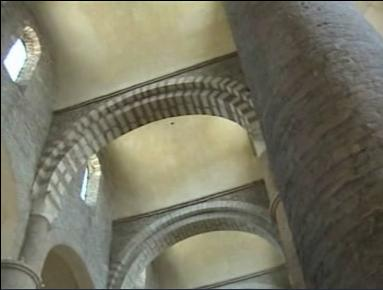
Quertonnen in Saint-Philibert in Tournus, frühes 11. Jh.
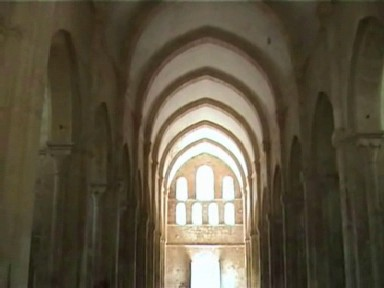
Spitztonne in der Klosterkirche von Fontenay, 12. Jh.

### Spätere Entwicklungen
In der Gotik wurden Kreuzrippengewölbe und für weniger stark gegliederte Räume Netzgewölbe entwickelt und bevorzugt. Derartige Rippengewölbe waren wesentlich leichter als die antiken und romanischen Gewölbeformen.

## Neuzeit
Erst in der Renaissance kehrte man im Kirchenbau zur nun erheblich weiter gespannten Tonnenwölbung zurück, um eine grandiose Raumwirkung zu erzielen. Bedeutende Beispiele sind die Basilika Sant’Andrea in Mantua, die Kirche San Giorgio Maggiore in Venedig und vor allem der Petersdom mit seinem 27 Meter weiten Gewölbe über dem Mittelschiff sowie die Michaeliskirche in München mit einem mächtigen, über den Fenstern und Seitenkapellen liegenden durchgehenden Tonnengewölbe.
Die Einführung von Stahl und Beton erlaubten die Verwendung von Tonnengewölben und ähnlichen Strukturen bei unterschiedlichsten Gebäuden. Einige Beispiele sind der ehemalige Crystal Palace in London, der Lehrter Bahnhof in Berlin, die Empfangshalle des Kaiserbahnhofs in Potsdam und der Hauptbahnhof in Frankfurt am Main sowie das Tonnengewölbe in der Kuppelhalle des Bundeshauses in Bern. Wegen ihrer monumentalen Wirkung wurden Tonnengewölbe im Beinhaus von Douaumont und im Valle de los Caídos gebaut. Als moderne Halle kann die in den Jahren 1965–1969 in München an der Friedenheimer Brücke mit flachen Kreissegment-Bögen gebaute ehemalige Paketposthalle genannt werden, die mit einer Spannweite von 146,8 Meter und einer Länge von 124 Meter die größte freitragende Betonfertigteilhalle der Welt war.

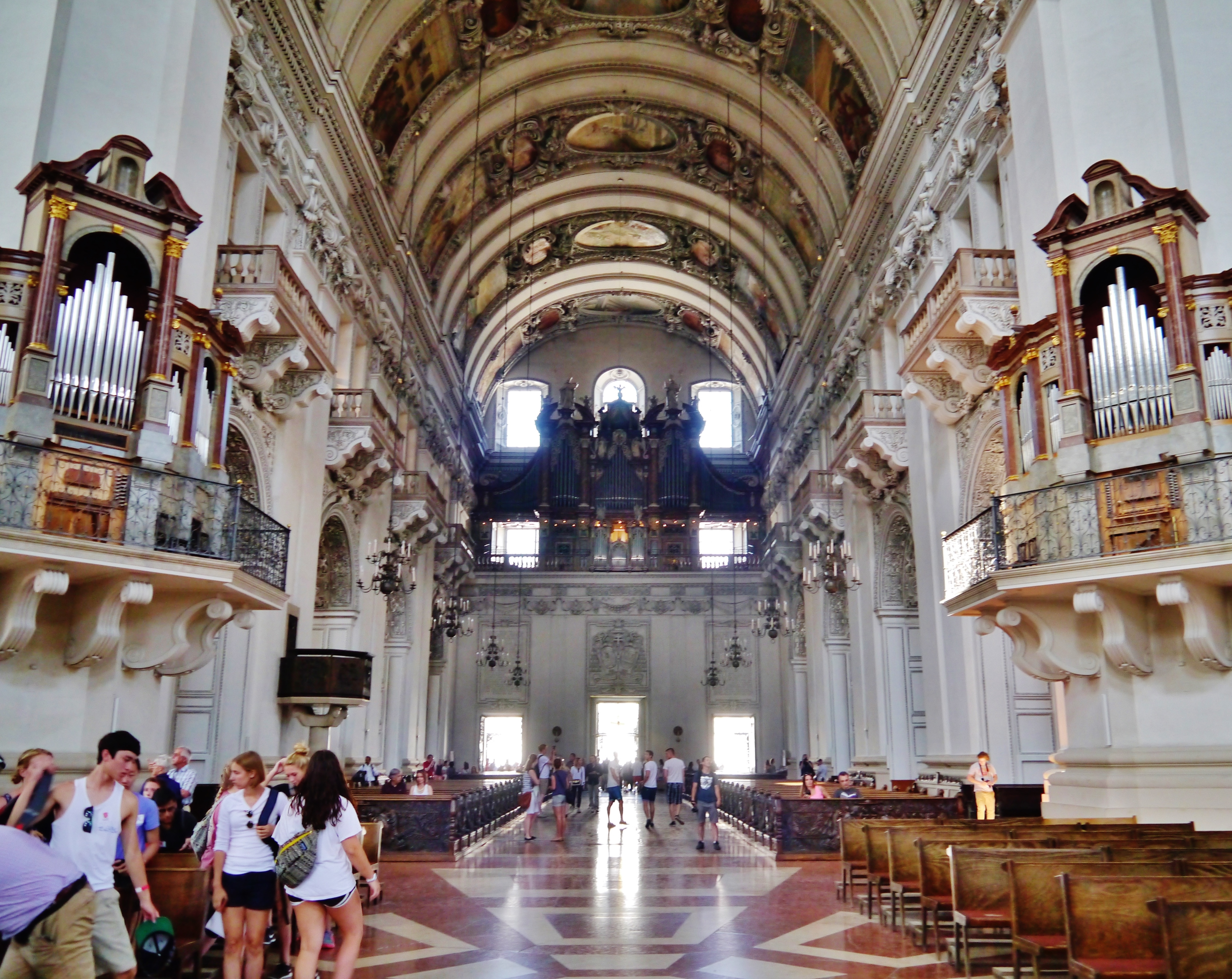
Salzburger Dom, 1614–1628
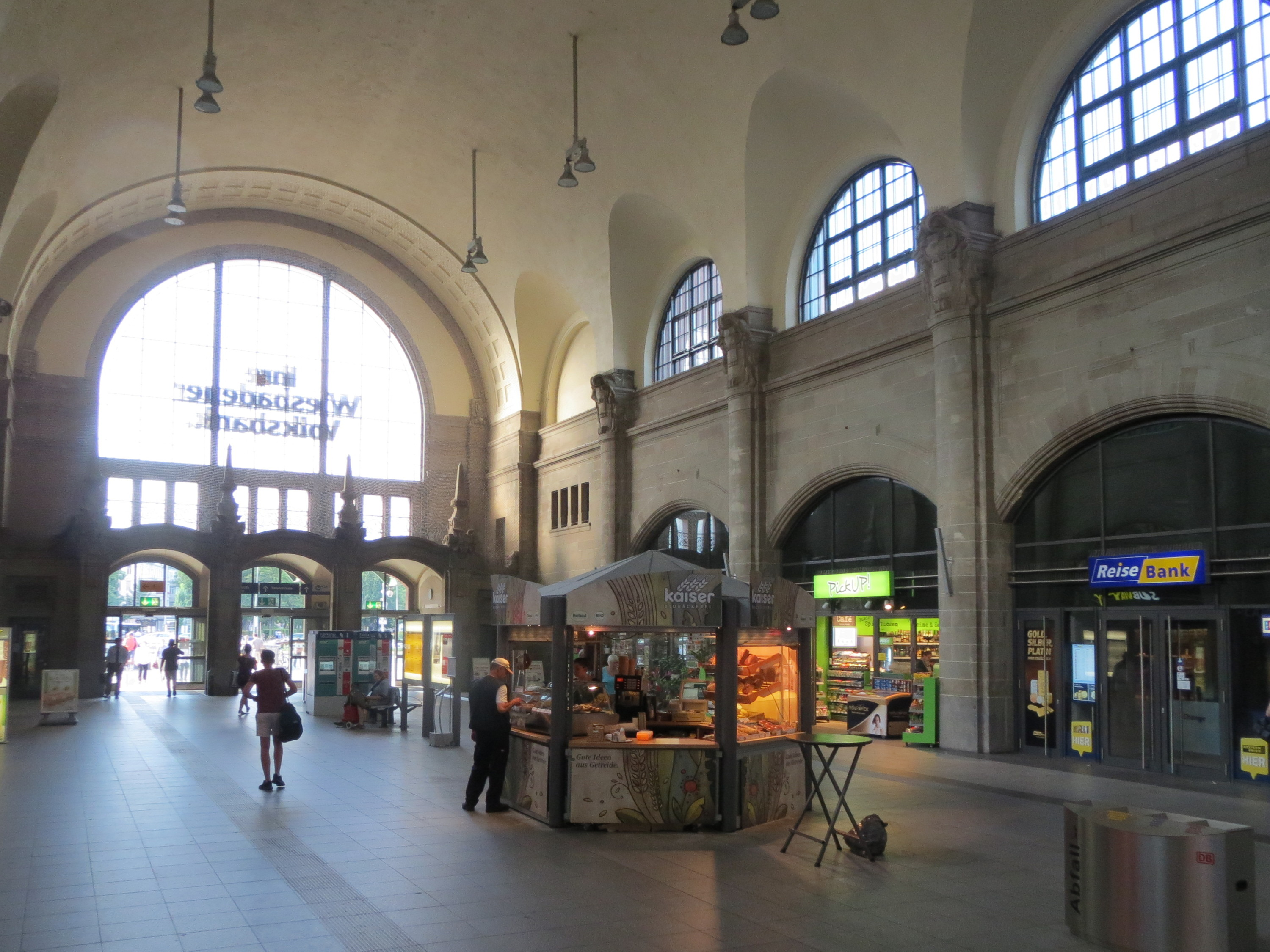
Empfangshalle des Hauptbahnhofs Wiesbaden, Stichkappentonne, 1904–1906
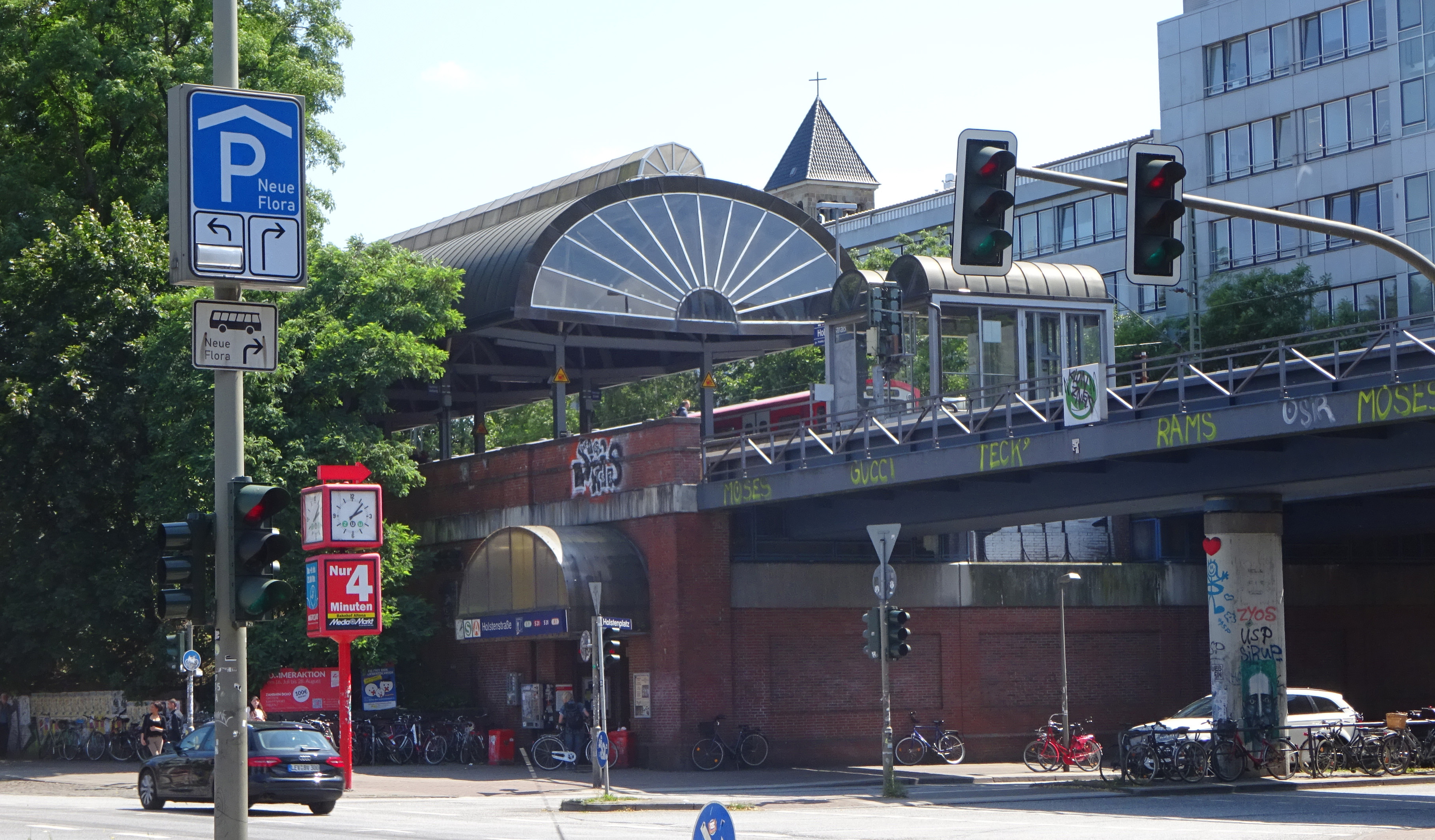
Bahnhof Hamburg Holstenstraße

## Ähnliche Bauformen
- Kappendecke
- Tonnendach
- Nubisches Gewölbe

## Verwandte Themen
- Zur Statik von Gewölben siehe Gewölbeschub.